# Buchet garni

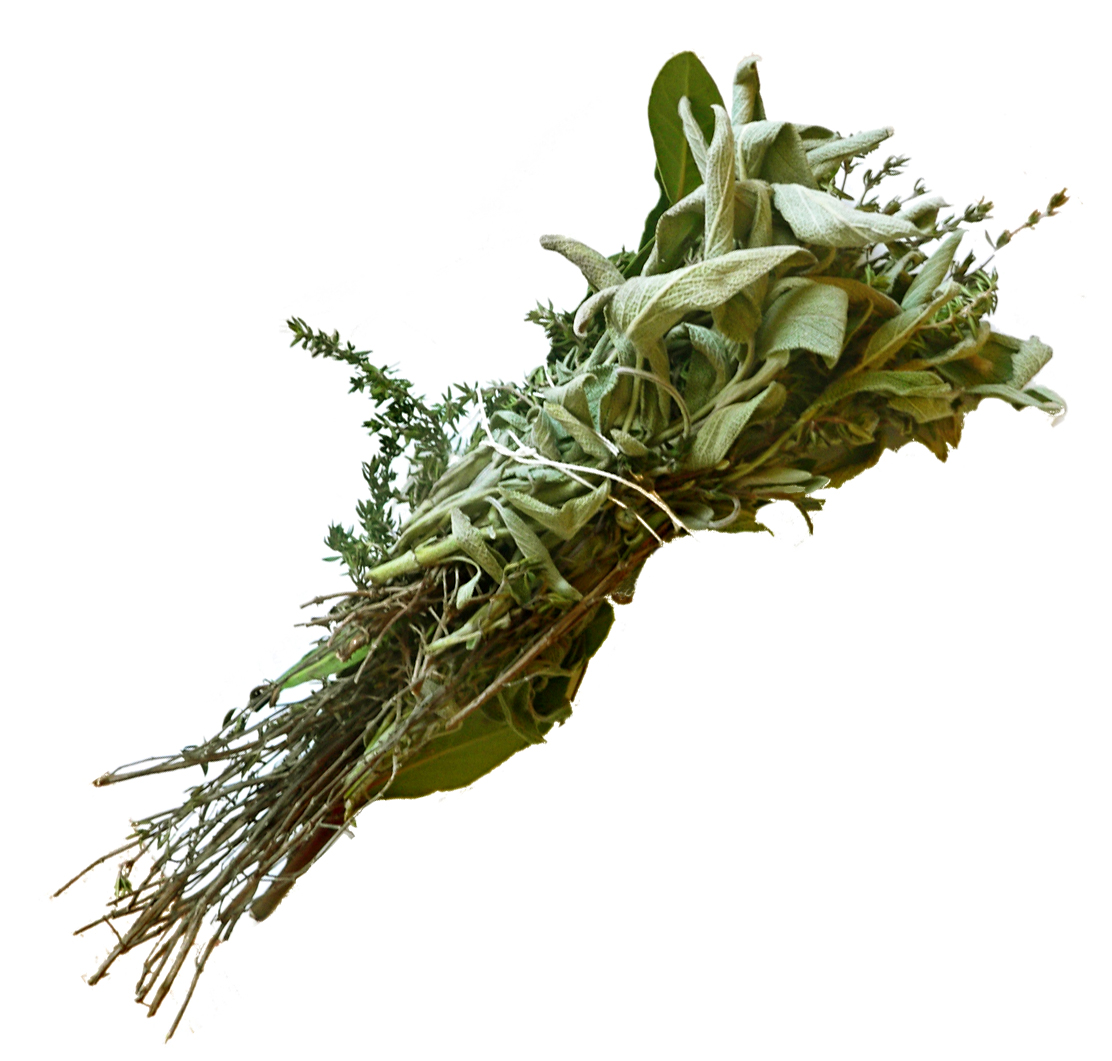
Buchet garni din cimbru, foi de dafin, și salvie, legat cu o sfoară

Buchet garni este un buchet de ierburi legat printr-o sfoară și folosit în special în prepararea supelor și tocănurilor. Buchetul este gătit împreună cu celelalte ingrediente și înlăturat înaintea consumului. 